# Copa del Rei de futbol 2010-11

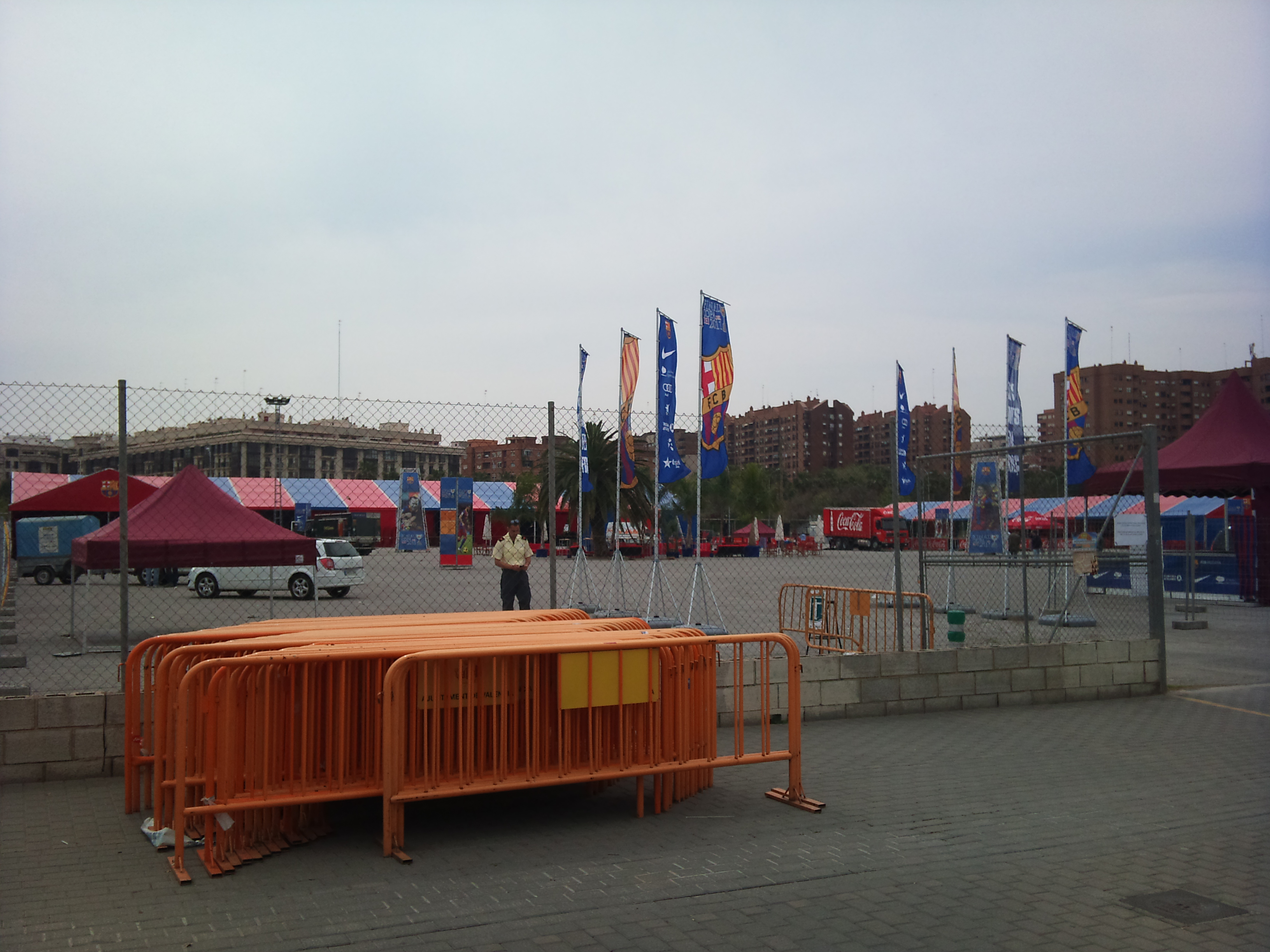
Carpa per als aficionats del Barça al Campus dels Tarongers, València, amb motiu de la final de la Copa del Rei 2010/11.

La Copa del Rei de futbol 2010-11 fou la 34a edició de la competició i la 107a si tenim en compte els diferents noms que ha rebut la Copa d'Espanya des de la seva creació. En aquesta edició el Sevilla FC defensava el títol aconseguit en la temporada anterior. La competició es disputà entre el 21 d'agost de 2010 i el maig de 2011.
Hi participaren un total de vuitanta-tres equips, tots els de Primera i Segona divisió de la temporada anterior (excepte els filials) a més de vint-i-quatre equips de Segona B (els 6 primers de cada grup) i divuit de Tercera divisió (tots els campions de grup). El campió obté la classificació per a jugar la Lliga Europa de la UEFA 2011-2012. Si el FC Barcelona i el Reial Madrid CF es classifiquen per a competicions europees a la lliga, la plaça per a l'Europa League l'obtindrà el setè classificat.
El títol el va guanyar el Reial Madrid CF, que a més a més va eliminar el defensor del títol, el Sevilla FC en semifinals.

## Primera fase
La primera fase la disputaren quaranta-dos equips: tots els de Segona B i Tercera divisió. Els partits es jugaren entre el 26 i el 28 d'agost del 2009 a un sol partit.
| Local                            | Resultat    | Visitant           |
| -------------------------------- | ----------- | ------------------ |
| Partit únic: 21, 24 i 25 d'agost |             |                    |
| Universidad de Las Palmas CF     | 1-0         | CD Leganés         |
| Pontevedra CF                    | 0-1         | CD Guadalajara     |
| CD Badajoz                       | 4-0         | CD Corralejo       |
| Real Unión de Irun               | 1-0         | Burgos CF          |
| Club Portugalete                 | 3-2         | SD Noja            |
| Deportivo Alavés                 | 0-1         | UD Logroñés        |
| Reial Oviedo                     | 1-0         | SD Eibar           |
| Caudal de Mieres                 | 4-3         | CF Palencia        |
| SD Oyonesa                       | 0-3         | CD Tudelano        |
| Benidorm CF                      | 0-0 (p:3-5) | Oriola CF          |
| CE l'Hospitalet                  | 2-1         | CE Dénia           |
| CF Gandia                        | 1-2         | UE Sant Andreu     |
| Ontinyent CF                     | 0-2         | CE Castelló        |
| CD Teruel                        | 0-0 (p:5-4) | CE Atlètic Balears |
| AD Ceuta                         | 4-1         | Mancha Real        |
| La Roda CF                       | 1-2         | CD Alcalá          |
| UD Puertollano                   | 0-0 (p:0-3) | Real Murcia CF     |
| AD Parla                         | 1-5         | Cadis CF           |

## Segona fase

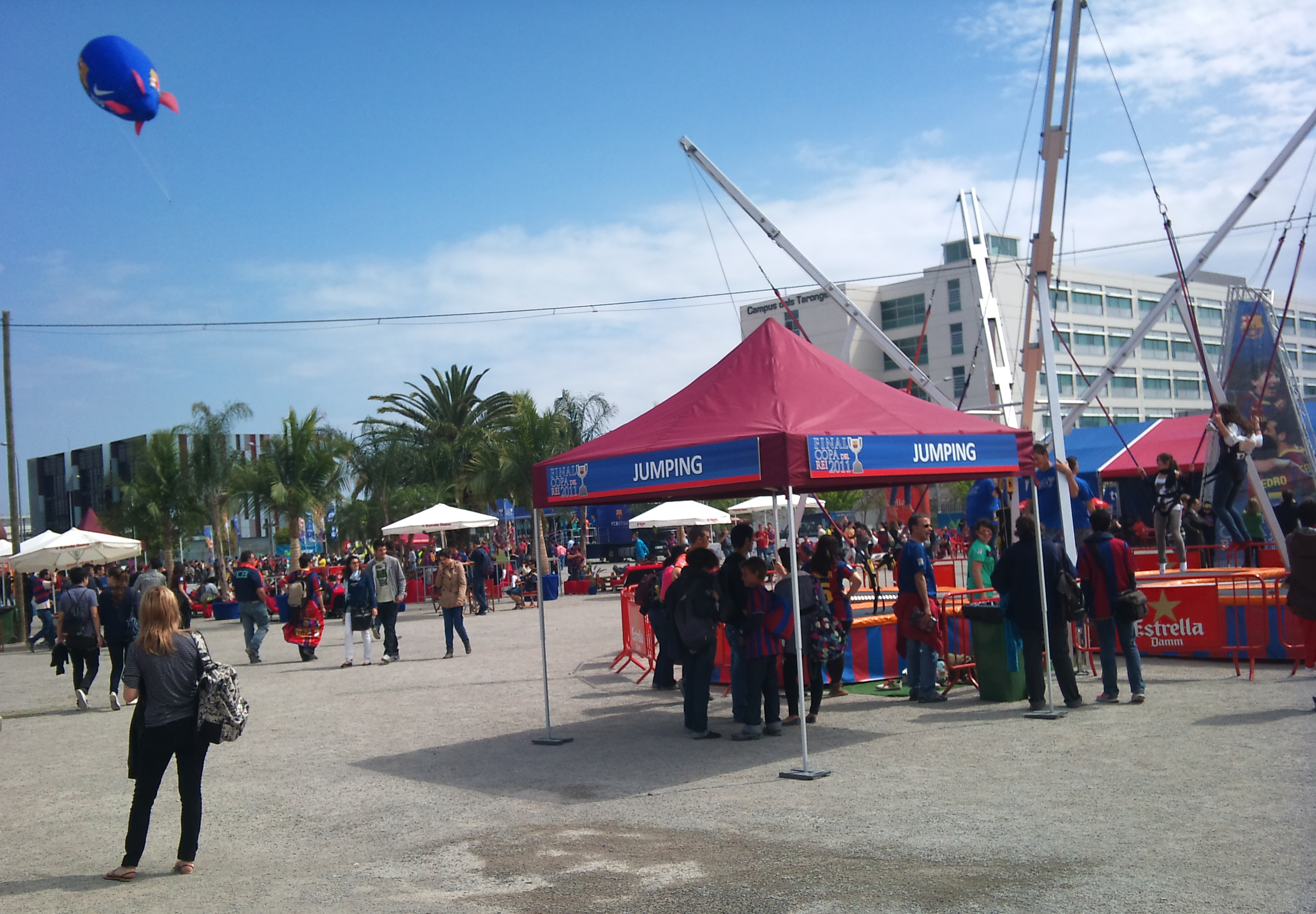
Carpa per als aficionats del Barça al Campus dels Tarongers, València, amb motiu de la final de la Copa del Rei 2010/11.

A la segona fase es jugaren vint-i-dues eliminatòries. Les van disputar tots els guanyadors de la primera fase, els sis exempts i els vint equips de Segona A menys l'Oriola CF. Les eliminatòries es jugaren l'1 de setembre del 2010 a un sol partit.
| Local                      | Resultat    | Visitant                     |
| -------------------------- | ----------- | ---------------------------- |
| Partit únic: 1 de setembre |             |                              |
| CE Castelló                | 2-3         | Club Portugalete             |
| CD Badajoz                 | 2-0         | CD Guadalajara               |
| Cadis CF                   | 3-1         | CE l'Hospitalet              |
| CD Teruel                  | 0-1         | Real Unión de Irun           |
| AD Ceuta                   | 2-1         | CD Guadalajara               |
| CD Tudelano                | 0-2         | Lucena CF                    |
| UD Logroñés                | 0-0 (p:4-3) | CCD Cerceda                  |
| CD Alcalá                  | 1-3         | UE Sant Andreu               |
| Reial Oviedo               | 2-2 (p:4-5) | Real Murcia CF               |
| Poli Ejido                 | 1-0         | CE Alcoià                    |
| Caudal de Mieres           | 0-1         | Universidad de Las Palmas CF |
| Jumilla CF                 | 0-1         | UD Melilla                   |
| Córdoba CF                 | 1-0         | CD Numancia                  |
| Albacete Balompié          | 0-2         | Granada CF                   |
| FC Cartagena               | 1-3         | Rayo Vallecano               |
| SD Ponferradina            | 1-0         | Recreativo de Huelva         |
| Reial Betis                | 2-1         | UD Salamanca                 |
| Real Valladolid CF         | 5-3         | UD Las Palmas                |
| AD Alcorcón                | 3-2         | Celta de Vigo                |
| Elx CF                     | 4-1         | CD Tenerife                  |
| Girona FC                  | 1-1 (p:3-5) | SD Huesca                    |
| Nàstic de Tarragona        | 1-2         | Xerez CD                     |

## Tercera fase

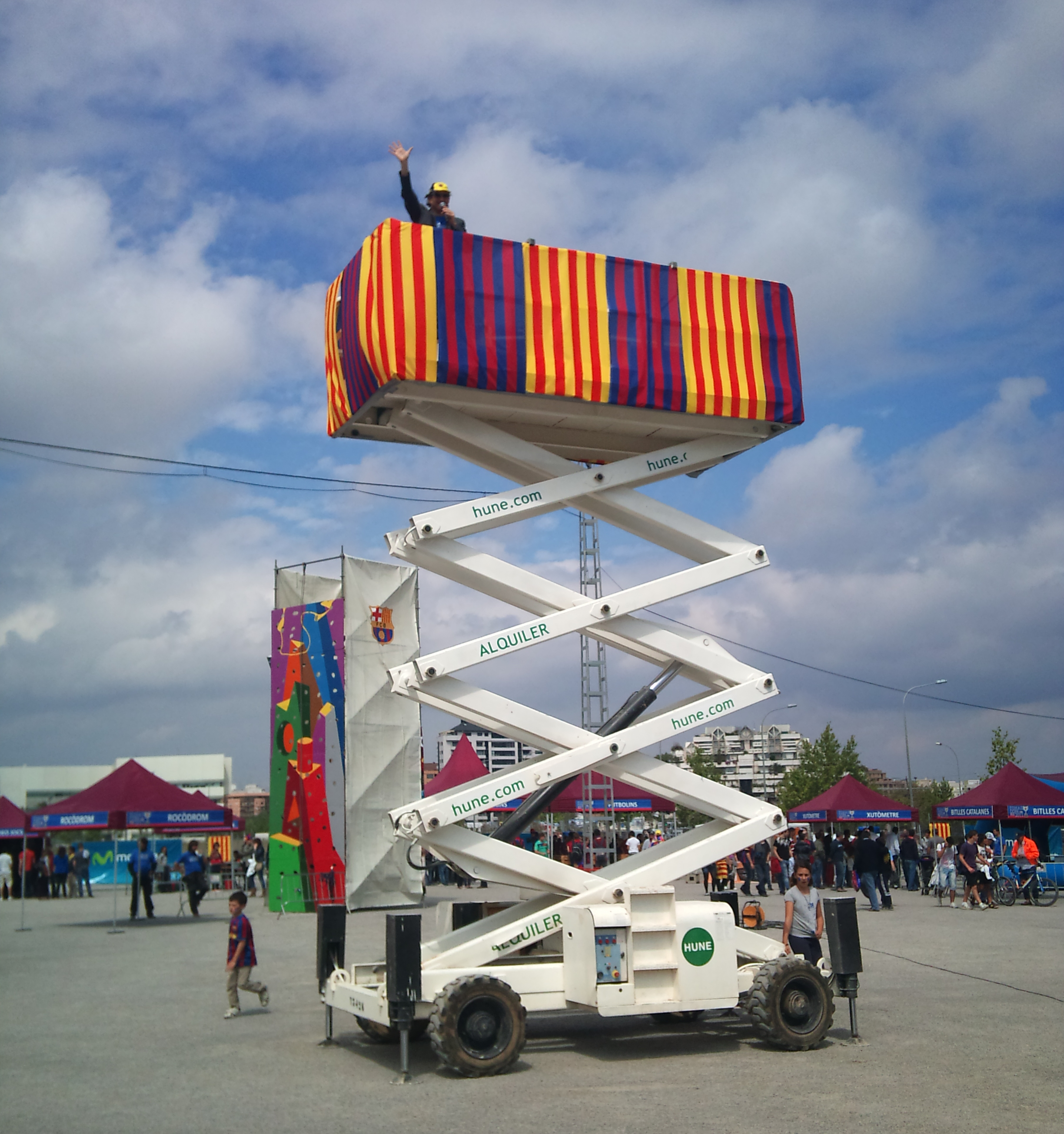
Carpa per als aficionats del Barça al Campus dels Tarongers, València, amb motiu de la final de la Copa del Rei 2010/11.

Per la tercera fase es van jugar onze eliminatòries. La jugaren tots els guanyadors de la segona eliminatòria, quedant exempt el Club Portugalete. Les eliminatòries es jugaren el 8 i 15 de setembre del 2010 a un sol partit.
| Local                           | Resultat    | Visitant                     |
| ------------------------------- | ----------- | ---------------------------- |
| Partit únic: 8 i 15 de setembre |             |                              |
| UD Melilla                      | 2-2 (p:6-7) | AD Ceuta                     |
| CD Badajoz                      | 0-2         | UD Logroñés                  |
| Lucena CF                       | 0-1         | Universidad de Las Palmas CF |
| UE Sant Andreu                  | 0-1         | Real Murcia CF               |
| Poli Ejido                      | 1-0         | Cadis CF                     |
| Granada CF                      | 2-2 (p:4-5) | Reial Betis                  |
| Real Valladolid CF              | 1-0         | SD Huesca                    |
| Córdoba CF                      | 2-1         | Rayo Vallecano               |
| AD Alcorcón                     | 1-1 (p:3-1) | SD Ponferradina              |
| Elx CF                          | 1-2         | Xerez CD                     |
| Real Unión de Irun              | 1-0         | Oriola CF                    |

## Setzens de final

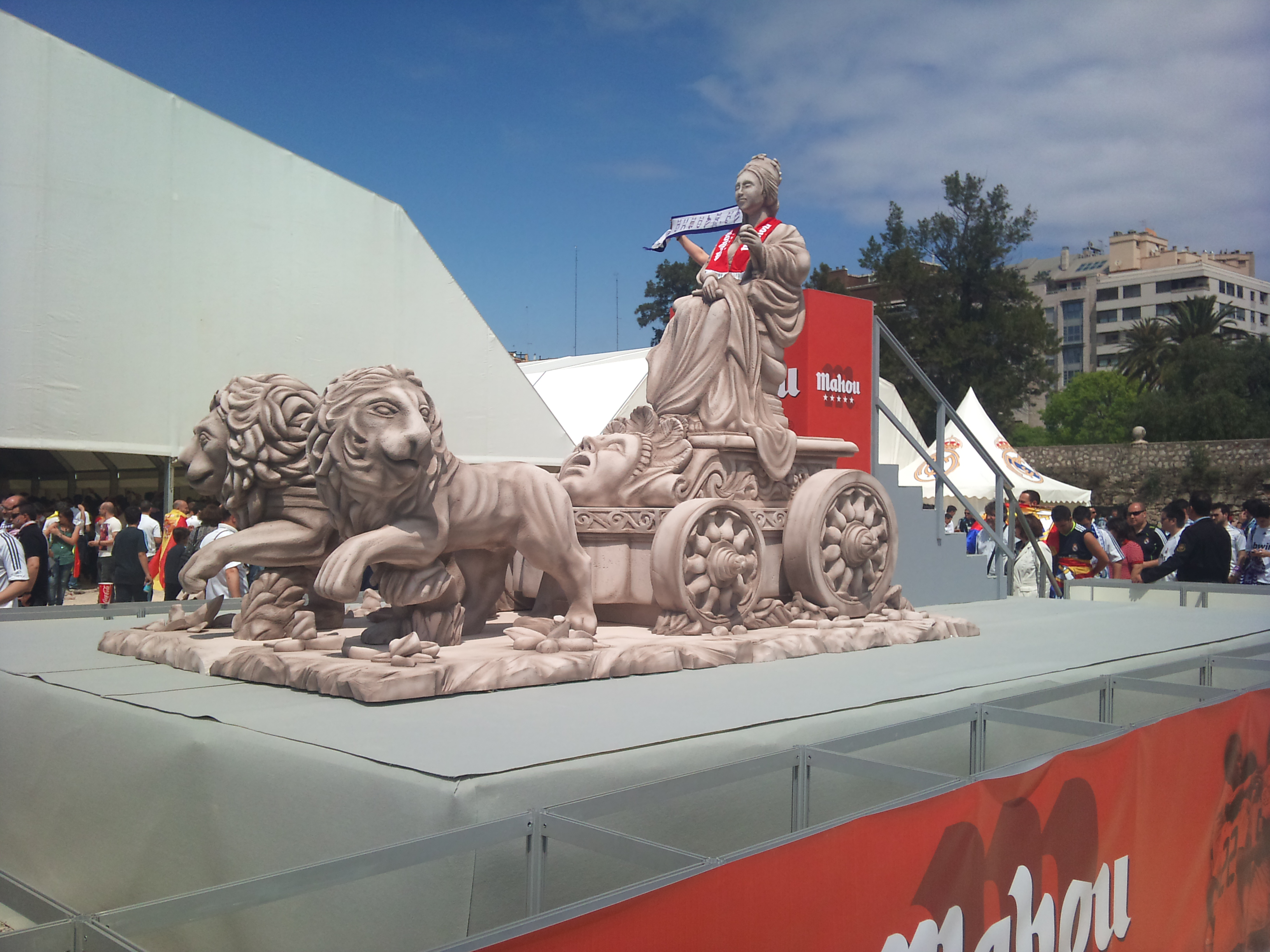
Còpia de la Font de la Cibeles als Jardins del riu Túria, València, amb motiu de la final de la Copa del Rei 2010/11.

Per a aquesta fase es van jugar 16 partits. La jugaren tots els guanyadors de l'eliminatòria anterior més el Club Portugalete i els equips de Primera Divisió. Les eliminatòries es van jugar a doble partit, l'anada el 17 d'octubre i la tornada el 10 de novembre del 2010.
| Equip 1                   | Global | Equip 2             | Anada | Tornada |
| ------------------------- | ------ | ------------------- | ----- | ------- |
| Real Murcia CF            | 1-5    | Reial Madrid CF     | 0-0   | 1-5     |
| Real Unión                | 1-10   | Sevilla FC          | 0-4   | 1-6     |
| CD Logroñés               | 1-7    | València CF         | 0-3   | 1-4     |
| AD Ceuta                  | 1-7    | FC Barcelona        | 0-2   | 1-5     |
| Poli Ejido                | 1-3    | Vila-real CF        | 1-1   | 0-2     |
| Universidad de Las Palmas | 1-6    | Atlètic de Madrid   | 0-5   | 1-1     |
| Club Portugalete          | 1-1    | Getafe CF           | 1-1   | 0-0     |
| Reial Betis               | 2-2    | Reial Saragossa     | 0-1   | 2-1     |
| Xerez CD                  | 4-4    | UE Llevant          | 2-3   | 2-1     |
| Córdoba CF                | 3-3    | Racing de Santander | 2-0   | 1-3     |
| AD Alcorcón               | 0-3    | Athletic Club       | 0-1   | 0-2     |
| Reial Valladolid          | 1-3    | RCD Espanyol        | 0-2   | 1-1     |
| Reial Societat            | 3-5    | UD Almería          | 2-3   | 1-2     |
| CA Osasuna                | 2-3    | Deportivo           | 1-1   | 1-2     |
| Hèrcules CF               | 2-3    | Màlaga CF           | 0-0   | 2-3     |
| Reial Mallorca            | 5-3    | Sporting de Gijón   | 3-1   | 2-2     |

## Vuitens de final
Es van jugar 8 eliminatòries. La jugaren tots els guanyadors de la fase anterior. Les eliminatòries es jugaren a doble partit, l'anada el 22 de desembre del 2010 i la tornada el 5 de gener del 2011.
| Equip 1           | Global | Equip 2        | Anada | Tornada |
| ----------------- | ------ | -------------- | ----- | ------- |
| Reial Madrid CF   | 8-2    | UE Llevant     | 8-0   | 0-2     |
| Sevilla FC        | 8-3    | Màlaga CF      | 5-3   | 3-0     |
| València CF       | 2-4    | Vila-real CF   | 0-0   | 2-4     |
| FC Barcelona      | 1-1    | Athletic Club  | 0-0   | 1-1     |
| Atlètic de Madrid | 2-1    | RCD Espanyol   | 1-0   | 1-1     |
| Reial Betis       | 4-3    | Getafe CF      | 1-2   | 3-1     |
| Córdoba CF        | 2-4    | Deportivo      | 1-1   | 1-3     |
| UD Almería        | 8-6    | Reial Mallorca | 4-3   | 4-3     |

## Quarts de final
Es van disputar 4 eliminatòries. La jugaren tots els guanyadors de la fase anterior. Les eliminatòries es jugaren a doble partit, l'anada el 12 de gener i la tornada el 19 de gener del 2011.
| Equip 1         | Global | Equip 2           | Anada | Tornada |
| --------------- | ------ | ----------------- | ----- | ------- |
| Reial Madrid CF | 4-1    | Atlètic de Madrid | 3-1   | 1-0     |
| Vila-real CF    | 3-6    | Sevilla FC        | 3-3   | 0-3     |
| FC Barcelona    | 6-3    | Reial Betis       | 5-0   | 1-3     |
| UD Almeria      | 4-2    | Deportivo         | 1-0   | 3-2     |

## Semifinals
Es disputaren 2 eliminatòries. La jugaren tots els guanyadors de la fase anterior. Les eliminatòries es van jugar a doble partit, l'anada el 26 de gener i la tornada el 2 de febrer del 2011.
| Equip 1      | Global | Equip 2         | Anada | Tornada |
| ------------ | ------ | --------------- | ----- | ------- |
| Sevilla FC   | 0-3    | Reial Madrid CF | 0-1   | 0-2     |
| FC Barcelona | 8-0    | UD Almeria      | 5-0   | 3-0     |

## Final
Final a partit únic. La juguen els guanyadors de les semifinals, el FC Barcelona i el Reial Madrid CF. A la pròrroga, el Reial Madrid CF es proclama campió de la Copa del Rei 2010-2011.
| 13  | POR | José Manuel Pinto      |      |
| 21  | DEF | Adriano Correia        | 118' |
| 3   | DEF | Gerard Piqué           |      |
| 14  | DEF | Javier Mascherano      |      |
| 2   | DEF | Daniel Alves           |      |
| 6   | MED | Xavi                   |      |
| 16  | MED | Sergi Busquets         | 108' |
| 8   | MED | Andrés Iniesta         |      |
| 7   | DAV | David Villa            | 106' |
| 10  | DAV | Lionel Messi           |      |
| 17  | DAV | Pedro                  |      |
| ENT | ENT | Josep Guardiola i Sala |      |

| 1   | POR | Iker Casillas     |      |
| 12  | DEF | Marcelo           |      |
| 4   | DEF | Sergio Ramos      |      |
| 2   | DEF | Ricardo Carvalho  | 119' |
| 17  | DEF | Álvaro Arbeloa    |      |
| 23  | MED | Mesut Özil        | 69'  |
| 24  | MED | Sami Khedira      | 104' |
| 3   | MED | Pepe              |      |
| 14  | MED | Xabi Alonso       |      |
| 22  | MED | Ángel Di María    |      |
| 7   | DAV | Cristiano Ronaldo |      |
| ENT | ENT | José Mourinho     |      |

| 20 | DAV | Ibrahim Afellay | 106' |
| 15 | MED | Seydou Keita    | 108' |
| 15 | MED | Maxwell         | 118' |

| 6  | MED | Emmanuel Adebayor | 69'  |
| 11 | MED | Esteban Granero   | 104' |
| 19 | DEF | Ezequiel Garay    | 119' |

|  |
|  |
|  |

| Cristiano Ronaldo | 0-1 | Gol | 103' |  |

| 21 | DEF | Adriano Correia | 117' |
| 10 | DAV | Lionel Messi    | 63'  |
| 17 | DAV | Pedro           | 34'  |

| 6 | MC | Emmanuel Adebayor | 73' |
| 8 | MC | Pepe              | 25' |
| 8 | MC | Xabi Alonso       | 59' |

| Targeta groga · Targeta vermella | 120' | Ángel Di María |

| Àrbitre:             | Alberto Undiano Mallenco   |
| Àrbitres assistents: | Fermín Martínez Ibáñez     |
| Àrbitres assistents: | Jesús Calvo Guadamuro      |
| Quart Àrbitre:       | Fernando Teixeira Vitienes |
|                      |                            |

| 13  | POR | José Manuel Pinto      |      |
| 21  | DEF | Adriano Correia        | 118' |
| 3   | DEF | Gerard Piqué           |      |
| 14  | DEF | Javier Mascherano      |      |
| 2   | DEF | Daniel Alves           |      |
| 6   | MED | Xavi                   |      |
| 16  | MED | Sergi Busquets         | 108' |
| 8   | MED | Andrés Iniesta         |      |
| 7   | DAV | David Villa            | 106' |
| 10  | DAV | Lionel Messi           |      |
| 17  | DAV | Pedro                  |      |
| ENT | ENT | Josep Guardiola i Sala |      |

| 1   | POR | Iker Casillas     |      |
| 12  | DEF | Marcelo           |      |
| 4   | DEF | Sergio Ramos      |      |
| 2   | DEF | Ricardo Carvalho  | 119' |
| 17  | DEF | Álvaro Arbeloa    |      |
| 23  | MED | Mesut Özil        | 69'  |
| 24  | MED | Sami Khedira      | 104' |
| 3   | MED | Pepe              |      |
| 14  | MED | Xabi Alonso       |      |
| 22  | MED | Ángel Di María    |      |
| 7   | DAV | Cristiano Ronaldo |      |
| ENT | ENT | José Mourinho     |      |

| 20 | DAV | Ibrahim Afellay | 106' |
| 15 | MED | Seydou Keita    | 108' |
| 15 | MED | Maxwell         | 118' |

| 6  | MED | Emmanuel Adebayor | 69'  |
| 11 | MED | Esteban Granero   | 104' |
| 19 | DEF | Ezequiel Garay    | 119' |

|  |
|  |
|  |

| Cristiano Ronaldo | 0-1 | Gol | 103' |  |

| 21 | DEF | Adriano Correia | 117' |
| 10 | DAV | Lionel Messi    | 63'  |
| 17 | DAV | Pedro           | 34'  |

| 6 | MC | Emmanuel Adebayor | 73' |
| 8 | MC | Pepe              | 25' |
| 8 | MC | Xabi Alonso       | 59' |

| Targeta groga · Targeta vermella | 120' | Ángel Di María |

| Àrbitre:             | Alberto Undiano Mallenco   |
| Àrbitres assistents: | Fermín Martínez Ibáñez     |
| Àrbitres assistents: | Jesús Calvo Guadamuro      |
| Quart Àrbitre:       | Fernando Teixeira Vitienes |
|                      |                            |

| Guanyador de la Copa del Rei 2010-11 |
| ------------------------------------ |
|                                      |
| Reial Madrid Divuitè títol           |